# Idyllische Straße

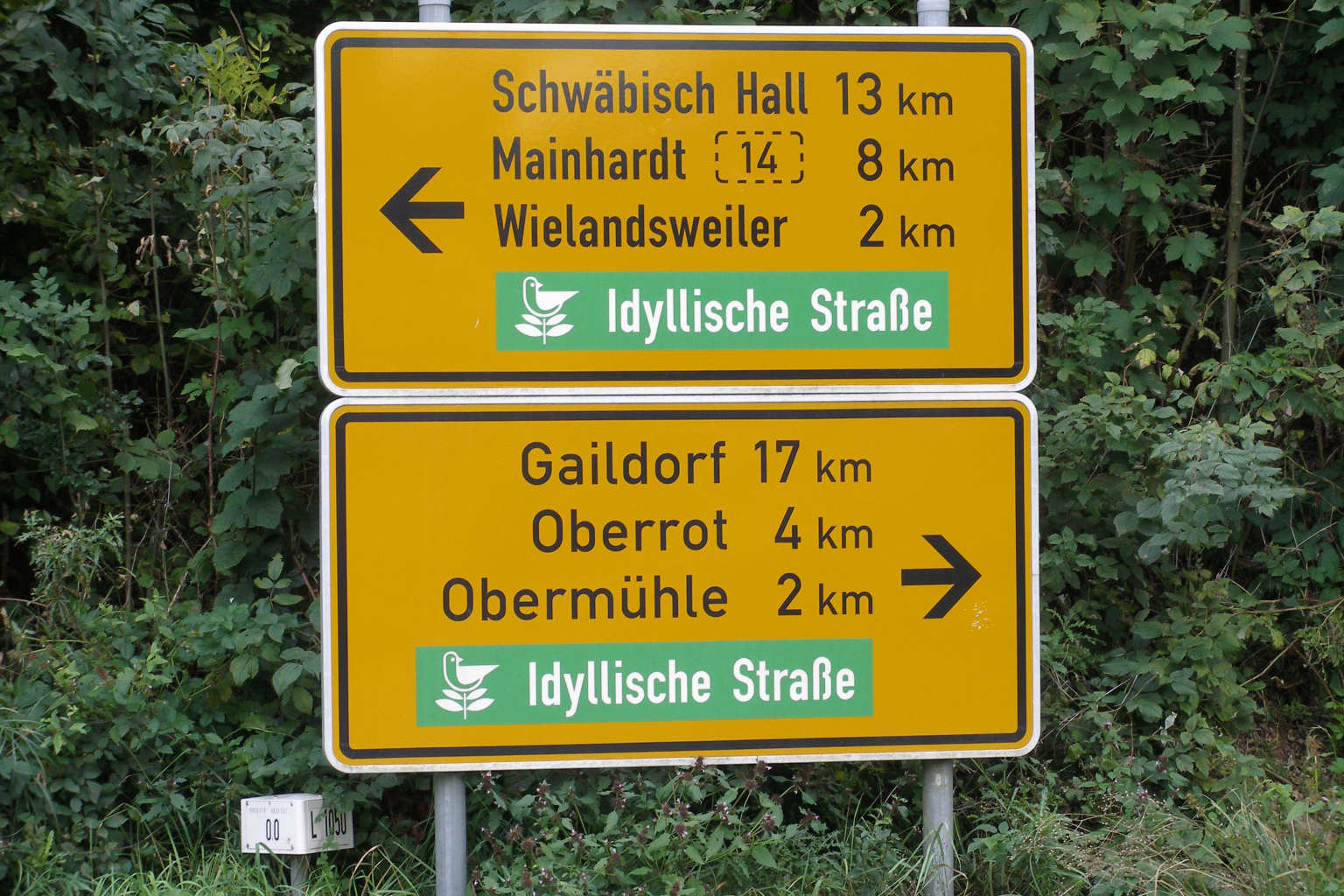
Straßenschild an der Idyllischen Straße

Die Idyllische Straße ist eine seit 1967 bestehende, 130 km lange Ferienstraße im Naturpark Schwäbisch-Fränkischer Wald. Der Name der Straße leitet sich vom Charakter der durchfahrenen Landschaft und der naturnahen Streckenführung ab, die meist durch relativ schwach besiedelte Gebiete führt. Gekennzeichnet ist sie durch Schilder mit einem weißen Vogel auf grünem Grund. Sehenswürdigkeiten an der Straße sind u. a. viele intakte Mühlen, der Limes und einige Badeseen (wobei die Straße aber keine Verbindung von interessanten Orten sein will, sondern als Ganzes Eindruck vermitteln soll). Seit einiger Zeit existiert auch ein 147 km langer Fernradweg gleichen Namens, der in etwa dem Verlauf der bisherigen Straße folgt, in Teilabschnitten allerdings auch von diesem abweicht. Unter dem Oberbegriff „Wanderpark Idyllische Straße“ wurden von den Anrainerorten (ergänzt um Großerlach, Alfdorf und Schwäbisch Hall) deren Wanderwege neu ausgeschildert und unter ein gemeinsames „touristisches Dach“ gestellt.

## Überblick
Die Idyllische Straße ist ein Rundkurs, dessen Start für gewöhnlich in Welzheim angesetzt wird. Die folgenden Orte liegen an der Ferienstraße (im Uhrzeigersinn):
- Landesstraße 1119: Welzheim, Kaisersbach, Althütte, Sechselberg
- Landesstraße 1066: Murrhardt, Sulzbach an der Murr, Spiegelberg
- Wüstenrot
- Bundesstraße 14: Großerlach, Mainhardt, Sulzbach an der Murr
- Oberrot
- Landesstraße 1066: Fichtenberg, Gaildorf
- Bundesstraße 19: Sulzbach-Laufen, Untergröningen
- Gschwend